# Gertruda de Saxònia
Gertruda de Saxònia (c.1030 - 4 d'agost de 1113), també coneguda com a Gertruda Billung, va ser comtessa consort de Frísia Occidental i comtessa consort de Flandes pel matrimoni. Ella va ser regent del comtat fr Frísia Occidental durant la minoria del seu fill.

## Biografia

### Comtessa de Frísia Occidental
Era filla del duc Bernat II de Saxònia i Eilika de Schweinfurt. Es va casar amb el comte Florenci I de Frísia Occidental (c.1017 - 28 de juny de 1061) prop de 1050, i després de la seva mort, el seu fill Teodoric V va esdevenir comte d'Holanda.
Ja que encara era jove, es va convertir en regent. El  bisbe d'Utrecht, Guillem I, va aprofitar aquesta circumstància per ocupar les terres que reivindicava a Holanda. Les pretensions de Guillem van ser confirmades per dos diplomes de l'emperador Enric IV, datats a Kaiserswerth el 30 d'abril i el 2 de maig de 1064. Teodoric només va conservar les terres a l'oest del riu Vlie i prop de la desembocadura del Rin. Gertruda i el seu fill es van refugiar a les illes de Frísia, i van deixar que el bisbe Guillem ocupés el territori disputat.

### Comtessa de Flandes
Gertruda es va casar en 1063 amb Robert el Frisó, segon fill de Balduí V, comte de Flandes.
Balduí V va cedir al seu fill Robert les cinc illes de Zelanda a l'oest de l'Escalda, qui va prendre el nom de Governador d'Holanda i tutor del jove Teodoric, defensant amb tanta d'eficàcia els drets del seu fillastre, que el bisbe Guillem va haver de desistir per un temps de les seves pretensions i el 1064 va decidir peregrinar a Terra Santa.
Teodoric va rebre en herència el Flandes imperial. Flandes depenia aleshores del regne de França, però posseïa alguns feus a l'Imperi. Balduí en va treure temporalment profit d'això per controlar el litoral fins al nord d'Holanda. Robert ostentava el poder sobre tota Frísia bé pel seu propi dret o pel del seu fillastre Teodoric.

## Descendència
Del seu primer matrimoni amb Florenci I de Frísia Occidental va tenir set fills: .
- Albert (c.1051), canonge a Lieja.
- Teodoric V (c. 1052, Vlaardingen - 17 de juny 1091).
- Pere (1053 c.), canonge a Lieja.
- Berta (c.1055-1094, Montreuil-sur-Mer), que es va casar amb Felip I de França el 1072.
- Florenci (c. 1055), canonge a Lieja.
- Matilde (c. 1057)
- Adela (c. 1061), qui es va casar amb el comte Balduí I de Guines.

Del seu segon matrimoni amb Robert I de Flandes va tenir cinc fills: 
- Robert II de Flandes, casat amb Clemència de Borgonya.
- Adela de Flandes (c. 1115), que primer va contreure matrimoni amb el rei Canut IV de Dinamarca, amb qui va tenir a Carles el Bo, més tard comte de Flandes, i posteriorment amb Roger Borsa, duc de Apúlia.
- Gertrudis de Flandes, casada amb Enric III, comte de Lovaina, amb qui va tenir 4 fills, i després amb el duc Teodoric II de Lorena, del matrimoni del qual va néixer Teodoric d'Alsàcia, anomenat Teobald III d'Alsàcia i més tard comte de Flandes de 1128 a 1168.

Felipe de Loo, el fill il·legítim del qual Guillem d'Ypres era també un reclamant, a la província de Flandes .
- Ogiva, abadessa de Messines.